# História militar da Coreia do Norte
As forças armadas da República Popular Democrática da Coreia é o Exército Popular da Coreia e foi fundado originalmente em 25 de Abril de 1932 e rebatizado após a fundação da República Popular Democrática em 1948, no que ficou conhecido como "Dia da Fundação".

## História

### Exército Revolucionário do Povo Corano (1932 - 1948)
Em 25 de abril|25 de Abril de 1932 se dá inicio as atividades de guerrilha anti-japonesa a partir do autodenominado "Exército Revolucionário do Povo Coreano", de Kim Il-Sung. Uma pequena unidade de guerrilha que tinha como objetivo combater o Japão, mas que, apesar do nome, este exército não possuía atividades na Coreia, mas sim na Manchúria, que havia sido tomada pelo Japão entre 1931 e 1932 após o Incidente de Mukden.

### Exército Voluntário Coreano (1939 - 1948)
Em paralelo ao exército de Kim Il-Sung, em Yan'an (controlado pelo Partido Comunista da China) na China, era fundado em 1939 o Exército Voluntário Coreano, que tinha em seu comando Kim Tu-bong e Mu Chong. Este exército era composto principalmente por desertores do Exército Imperial Japonês e atuava na Manchúria e Coreia do Norte.

### Fundação do Exército Popular da Coreia (1948)

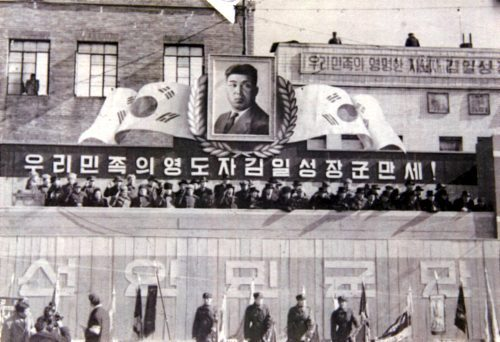
Fundação Cerimonial do Exército Popular da Coreia

Após a dissolução da República Popular da Coreia, criado por comitês locais para estabelecer uma Coreia independente, a partir da criação da Administração Civil Soviética no Norte do Paralelo 38, foi criado ali pelo recém fundado Partido dos Trabalhadores da Coreia um novo exército, sucessor do antigo Exército Revolucionário em 8 de Fevereiro de 1948.
Entre os anos 1950 e 1960 o Exército Popular lutou contra a Coreia do Sul na Guerra da Coreia entre 1950 e 1953, posteriormente os exércitos coreanos lutariam novamente após a Conflito na Zona Desmilitarizada da Coreia entre 1966 a 1969, sendo que este ultimo teve um numero de baixas bem menor além de danos menos significativos a ambos os lados. Ao longo da década de 1960 e 1970 a Coreia do Norte abandonou táticas e estratégias soviéticas em prol de conceitos chineses como a guerra popular prolongada e a guerra de exaustão.